# 開拓使仮学校附属北海道土人教育所
北海道土人教育所（開拓使仮学校附属北海道土人教育所）とは開拓使仮学校に付設され、強制的に徴集されたアイヌ民族子弟に対して、皇民化教育を行った施設。
開拓使第三官園でのアイヌに対する農業指導は北海道土人教育所とは別施設であるが、密接不可分の事業であるので本項で記述する。

## 構想と強制的徴集
本構想は、いまだ通辞（アイヌ語通訳）、および少数の和人風俗、日本語に通じた役アイヌを介することを必要とし、アイヌの教化・同化の必要が対アイヌ統治の政策上求められていたことを背景として、黒田清隆開拓次官が開拓使仮学校開校に触発されて、アイヌ民族の子弟に日本文化・日本語・臣民意識などの皇民化教育を行い、農業技術を身に付けさせ、かれらを「教化・同化」の模範として活用しようと試みたものであった。
当初はアイヌ民族100名を東京に連れていくという構想であったが、最終的に38名（13歳から38歳の、男26名・女9名の35人、1874年に余市より1名、択捉から2名）しか徴集できなかった。札幌周辺の、和人側との折衝にあたった役アイヌ階層の親族・関係者が主体となった。働き手を連れ去ったため、残された家族を困窮させた。徴集にあたった札幌開拓使丁主任岩村通俊の手紙・回想、逃亡・復学拒否の状況などから、相当な抵抗があったことが研究者によって指摘され、「強制就学」、「連行」であったと考えられている。
東京に彼らが到着してから、年少のものは読み書き算盤・裁縫を学び、年長のものは第三官園で農業技術を学ぶこととなった。このために東京到着後に拙速に付設されたのが北海道土人教育所である。

## 教育の実態

### 北海道土人教育所および開拓使官園での管理体制
北海道土人教育所は男子は開拓使仮学校の、女子は附属女学校の教室を利用し、増上寺の子院である清光院を寄宿舎とした。生活は原則として監督下にあり、アイヌ習俗、アイヌ語は禁止され、日本文化のマナーの習得を目指した矯正の対象となり、日本語、和食、洋装を強いられた。

### 北海道土人教育所での教育課程
教育内容は原則として和人の小学生向けの内容をそのまま流用したものであり、異なる民族へ教育を行うことに関わる困難に対する配慮は全く存在しなかったため、アイヌ民族の日本化という目的にも、将来の農業指導者の育成という目的からも不適切なものであった。また、アイヌ側の日本語能力、和人側のアイヌ語能力の双方が全く不足していた状況では、そもそも有効な教育は望めないところであった。

## 教育構想の破綻 逃亡者・死者・再上京拒否
約2年のうちに、土人教育所側では1名死亡、3名が療養・入院。開拓使官園では3名が死亡した。
最終的に両施設あわせて脱走1名、死亡4名（生徒の死産した子を含めば死者5名）、病気帰郷3名の悲惨な結果となり、帰郷願いが頻繁に出されるようになるに及び、1874年7月、アイヌの希望を調査し、5名が開拓使仮学校へ進学、帰郷希望者25名のうち20名が帰郷・退学となり、5名が帰省となったが、5名も帰省後の復学に抵抗し、復学しなかった。

## 就学者のその後
開拓使仮学校に編入した5名は札幌への仮学校移転、農学校となる以前にすべて退学した。そのうち2名は、刑法局でアイヌ犯罪者尋問時の通訳となった。当初構想の教化・農業指導者という役割を担うものでは全くなかった。

## 年譜
- 1872年4月15日 - 開拓使仮学校開校
  - 4月30日 - 黒田清隆開拓次官宛 岩村通俊書簡 「土人百人斗農業現術為修行、出京申付候様御下命之趣奉畏候」
  - 5月26日 - 第三官園から少壮15名を仮学校内に移す。（北海道土人教育所の最初の施設）
  - 8月25日 - 土人教育所のアイヌ生徒の住居を清光院に移す
- 1874年3月25日 - 余市出身1名入学
  - 7月10日 - 残留者5名を残し、帰郷・帰省者東京出発
  - 9月11日 - 残留5名、仮学校入校、北海道土人教育所閉校
  - 10月 - 択捉島より2名、第三官園に入学
- 1875年8月 - 択捉島よりの2名、帰郷